# Madame de Pompadour en su bastidor de bordado
Madame de Pompadour en su bastidor de bordado es una pintura al óleo sobre lienzo (217 cm x 156,8 cm) de François-Hubert Drouais, datada en 1763-1764 y conservada en la National Gallery de Londres. Está firmada y datada en 1763, año en el cual fue empezado el retrato.

## Historia
La obra es el último homenaje póstumo a Madame de Pompadour por el retratista de la corte de Versalles, comenzado durante el último año de vida de la célebre favorita de Luis XV y terminado después de su muerte, en mayo de 1764, un mes después de su fallecimiento. El artista pintó el rostro probablemente del natural, añadiéndolo luego en el lienzo más grande, como lo confirma el inserto en el soporte.

## Descripción y estilo
Solo una cierta papada atestigua una edad madura (tenía 42 años), de lo contrario aparece fresca como una joven. La influyente maîtresse-en-titre es retratada en su habitación mientras levanta la mirada de su labor en el bastidor de bordado. Luce un vestido de seda recamada con delicadas flores y encajes, con cintas rayadas que forman lazos en las mangas, el escote y la cofia que le cubre la cabeza. Una punta del escarpín, decorado con una tira brillante, asoma del borde de la falda. Un perrito salta alegremente hacia ella.
La escena está ambientada en un pequeño salón, con una cortina rosa que cae a la izquierda haciendo la composición más atractiva y enfatizando la figura de la protagonista. A la derecha se ven unos refinados muebles en estilo Luis XV, una librería y una mesilla, sobre la cual está colocado un regio costurero para las agujas e hilos: los diversos compartimentos o cajoncitos están marcados con los nombres de los colores (rouge, violée, etc.). Abajo asoman dos ovillos y una aguja.
En el suelo se aprecian otros objetos que típicos en los retratos de esta dama, recuerdan los nobles intereses de la culta retratada: un laúd, un álbum conteniendo probablemente grabados o dibujos.
El estilo del trabajo es típicamente rococó: colores suaves, pastel, idealización, ligera atmósfera de corte, intimidad.

## Otros proyectos
- Wikimedia Commons contiene immagini o altri file su Madame de Pompadour al suo telaio da ricamo

- Datos: Q12912886
- Multimedia: Madame de Pompadour at her Tambour Frame (François-Hubert Drouais - National Gallery, London) / Q12912886